# ژاک کریستوفاری
ژاک کریستوفاری (انگلیسی: Jacques Cristofari؛ زادهٔ ۸ اوت ۱۹۷۸) بازیکن فوتبال اهل فرانسه است.
از باشگاه‌هایی که در آن بازی کرده‌است می‌توان به باشگاه فوتبال باستیا اشاره کرد.